# Evaristo Oliva
Evaristo Oliva Piril (* 25. Oktober 1945 in Parada) ist ein ehemaliger guatemaltekischer Radrennfahrer.

## Sportliche Laufbahn
Oliva war Straßenradsportler und Teilnehmer der Olympischen Sommerspiele 1968 in Mexiko-Stadt. Im olympischen Straßenrennen kam er auf den 48. Platz. Im Mannschaftszeitfahren kam Guatemala mit Evaristo Oliva, Francisco Cuque, Jorge Inés und Saturnino Rustrián auf den 21. Rang. In der Vuelta a Guatemala 1966 kam er auf den 8. Rang.